# بيدرو ألفريدو غالينا
بيدرو ألفريدو غالينا (بالإسبانية: Pedro Alfredo Gallina)‏ هو لاعب كرة قدم أرجنتيني، ولد في 30 مارس 1949 في بوينس آيرس في الأرجنتين. لعب مع نادي أونيفرسيداد كاتوليكا.